# Zecca di Barletta
La Zecca di Barletta fu una zecca del Regno di Napoli, attiva per circa un decennio.
Fu una delle tre a funzionare in Puglia, insieme a quelle di Brindisi e Manfredonia. Si occupò principalmente di coniare il "Reale" di Carlo II di Napoli.

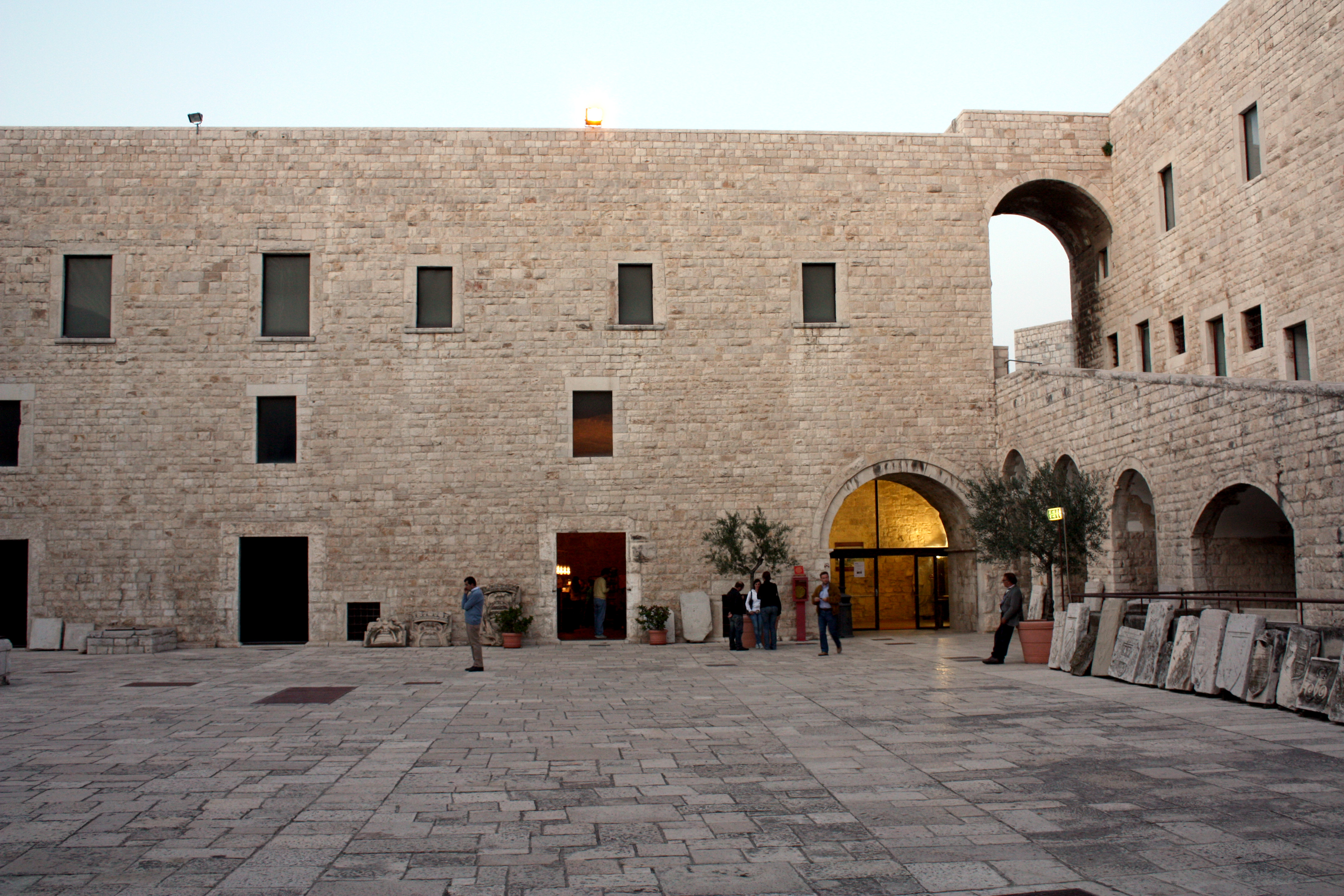
Castello di Barletta, sede della Zecca

## Storia

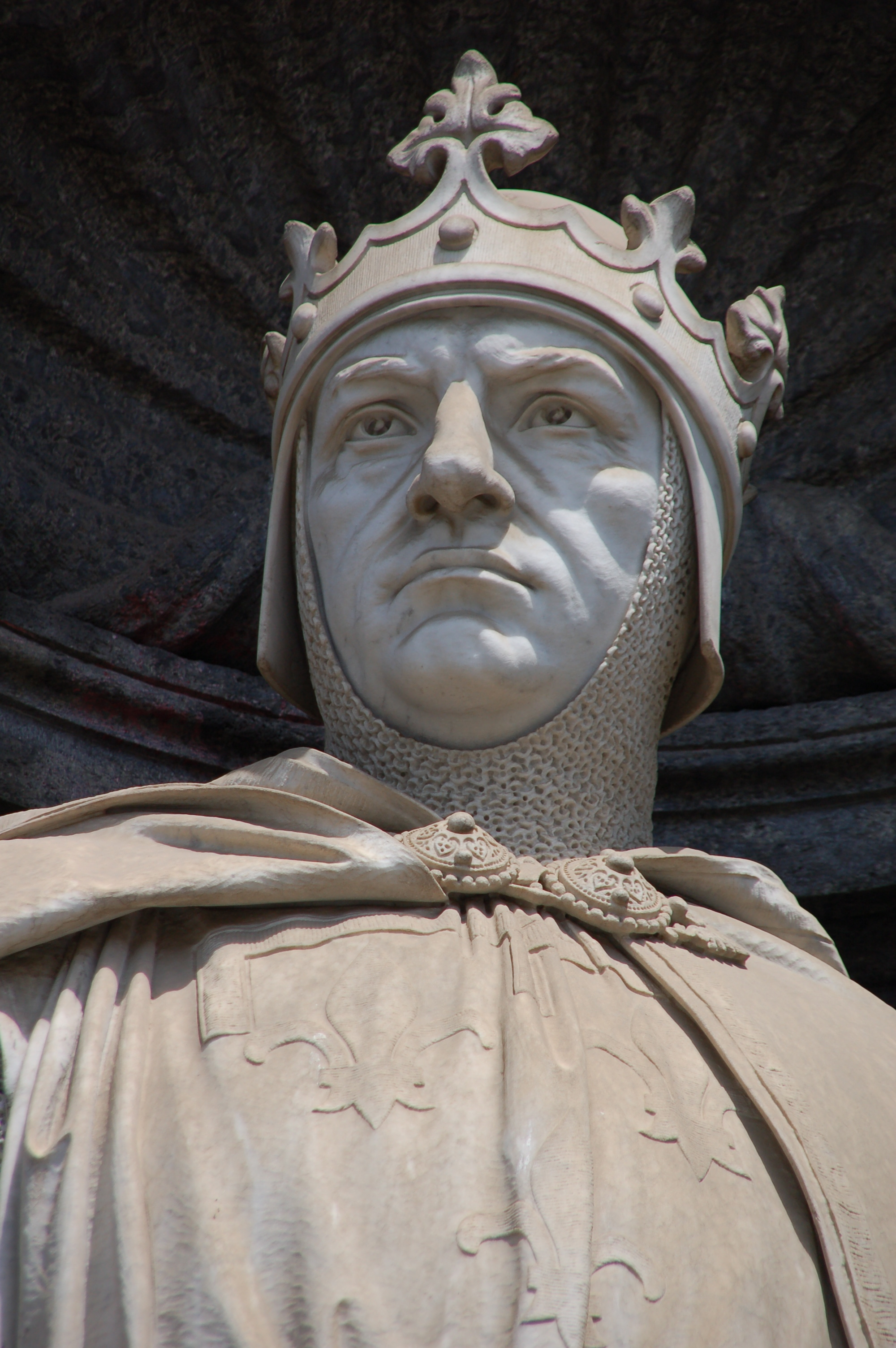
Busto di Carlo I d'Angió, fautore della Zecca di Barletta

Con la morte di Federico II di Svevia, Carlo I d'Angiò si prodigò a sostituire e cancellare tutto ciò che rimandasse all'epoca federiciana nel Regno di Napoli. Fece così chiudere la Zecca di Manfredonia, città fondata da Manfredi di Sicilia e ne istitui una nel Castello di Barletta, per la coniazione di monete d'oro.
Dopo circa 10 anni di attività, con la crisi alle porte, Carlo d'Angiò centralizzò la coniazione a Napoli.